# Gabriel Barbosa
Gabriel Barbosa Almeida, noto semplicemente come Gabriel Barbosa (São Bernardo do Campo, 30 agosto 1996), è un calciatore brasiliano, attaccante del Cruzeiro.
Soprannominato Gabigol, è cresciuto nel Santos, con cui ha vinto per due volte il campionato Paulista (2015 e 2016). Nel 2016 si trasferisce in Europa per giocare nell'Inter ma, trovando poco spazio, viene ceduto in prestito prima al Benfica e poi al Santos. Nel 2019 passa al Flamengo, con cui si aggiudica tre campionati Carioca (2019, 2020 e 2021), due campionati brasiliani (2019 e 2020), due Coppe del Brasile (2022 e 2024), due Supercoppe del Brasile (2020 e 2021), due Coppe Libertadores (2019 e 2022) e una Recopa Sudamericana (2020).
Con la nazionale olimpica brasiliana ha vinto la medaglia d'oro alle Olimpiadi di Rio de Janeiro nel 2016.
A livello individuale si è laureato due volte capocannoniere del campionato brasiliano (2018 e 2019) e due volte della Coppa Libertadores (2019 e 2021). Nel 2019 si è aggiudicato il titolo di calciatore sudamericano dell'anno e nel 2021 il premio di miglior giocatore della Coppa Libertadores.

## Caratteristiche tecniche
Considerato uno dei migliori attaccanti brasiliani della sua generazione, è una seconda punta, può giocare anche come esterno d'attacco. Bravo negli inserimenti, dotato di discreta tecnica e di discreta velocità, possiede un ottimo sinistro con il quale serve in profondità sull'esterno i compagni, lancia la prima punta, oppure tenta la conclusione in porta di prima intenzione. Dispone anche di un tiro potente.

## Carriera

### Club

#### Gli inizi, Santos
È stato scoperto da Zito mentre giocava una partita di calcio a cinque proprio contro il Santos dove segna 6 gol, e all'età di 8 anni lo porta nelle giovanili del Santos. Nel 2012 la società, per evitare di perderlo, inserisce una clausola rescissoria pari a 50 milioni di dollari, cifra enorme se si pensa che all'epoca il ragazzo aveva appena 16 anni.
Debutta nel campionato brasiliano con il Santos il 26 maggio 2013 contro il Flamengo, e realizza la prima rete in campionato nel 2-0 contro il Vitória. Chiude la stagione d'esordio con 11 presenze e 1 gol. Il 1º febbraio 2014, con la doppietta realizzata nella vittoria per 5-1 contro il Botafogo-SP realizza la rete numero 12000 nel campionato Paulista nella storia del Santos. Nel 2015 si aggiudica il titolo di giocatore rivelazione del campionato brasiliano.

#### Inter
Il 30 agosto 2016, passa all'Inter per circa 30 milioni di euro. Per motivi legati al fair play finanziario, la società nerazzurra lo esclude dalla lista dei calciatori utilizzabili in Europa League. Il 25 settembre esordisce nel campionato italiano, durante la gara con il Bologna. Sempre ai felsinei, nella sfida di ritorno, realizza il suo primo e unico gol con l'Inter, regalando alla squadra la vittoria per 1-0. Contro lo stesso avversario aveva fatto il suo debutto in Coppa Italia.
Durante la stagione non viene quasi mai preso in considerazione dai tre allenatori de Boer, Pioli e Vecchi che si susseguono sulla panchina nerazzurra, scendendo in campo solo in 10 occasioni e realizzando un solo goal.

#### Benfica e ritorno al Santos

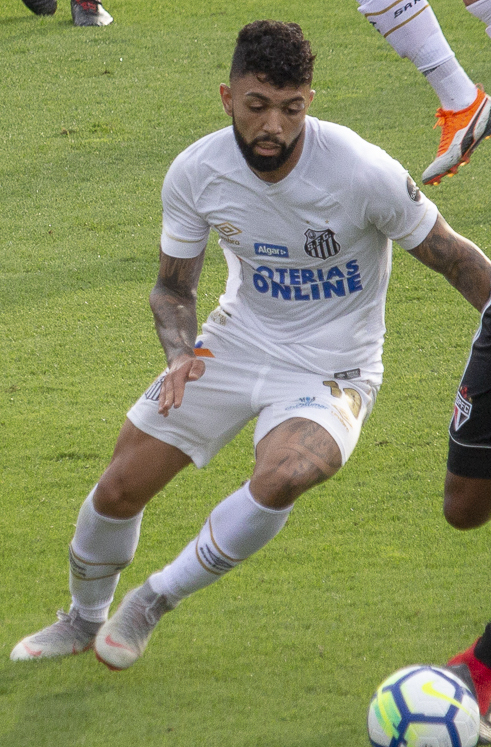
Gabriel con la maglia del Santos nel 2018.

Il 31 agosto 2017 viene ceduto al Benfica in prestito annuale con diritto di riscatto; fa il suo esordio con la maglia dei portoghesi il 12 settembre successivo nella gara di Champions League contro il CSKA Mosca mentre la prima rete arriva il 14 ottobre in Taça de Portugal contro l'Olhanense. Tuttavia col passare delle settimane finisce ai margini della rosa, e il 25 gennaio 2018, dopo 5 presenze e 1 gol in tutto, viene comunicata la risoluzione del contratto con l'attaccante brasiliano, che fa quindi ritorno all'Inter.
Contestualmente viene perfezionato il suo trasferimento, nuovamente in prestito, al Santos. Al debutto segna il gol del momentaneo vantaggio contro il Ferroviária, partita finita poi 2-2. Il 14 febbraio scende in campo per la seconda volta trovando il gol del 2-0 nella partita di campionato Paulista 2018 contro il São Caetano; saranno 4 i gol segnati nelle 8 partite giocate in questa competizione. Il 14 maggio torna a segnare nel campionato brasiliano nel 3-1 contro il Paraná. Chiude il campionato con 18 gol in 35 presenze, vincendo il titolo di capocannoniere e il Pallone d’argento come miglior attaccante del torneo.

#### Flamengo

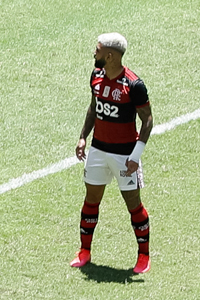
Gabriel Barbosa con il Flamengo nel 2020

L'11 gennaio 2019 viene ceduto al Flamengo a titolo temporaneo fino al 31 dicembre 2019. Esordisce il 23 gennaio successivo nel campionato Carioca, giocando da titolare nell'1-1 contro il Resende, mentre realizza il primo gol con la nuova maglia il 24 febbraio, nel 4-1 contro l'Americano. Con 7 gol in 12 partite, contribuisce alla vittoria finale del torneo. In otto mesi al Flamengo, Gabigol ha trovato la sua forma fisica ideale e ha guadagnato sei chili di massa muscolare. È decisivo anche in Coppa Libertadores, dove con 7 gol trascina il Flamengo in finale. Il 23 novembre, nell'ultimo atto della manifestazione, contro i campioni in carica del River Plate, realizza la doppietta decisiva che ribalta l'iniziale vantaggio degli argentini e determina il 2-1 finale. Con 9 gol in 12 partite si laurea capocannoniere della Coppa Libertadores. Il giorno seguente all'affermazione internazionale arriva anche la matematica vittoria del campionato brasiliano con quattro turni d'anticipo, grazie alla sconfitta dei più diretti inseguitori. Con 25 gol in 29 partite Gabigol vince per il secondo anno consecutivo la classifica dei marcatori della massima serie brasiliana. Il 31 dicembre viene nominato calciatore sudamericano dell'anno dalla rivista uruguaiana El País ricevendo il pallone d'oro sudamericano.
Il 28 gennaio 2020 si trasferisce a titolo definitivo al Flamengo per 18 milioni di euro più il 20% dell'eventuale futura rivendita. Inizia la nuova stagione vincendo la Supercoppa del Brasile e la Recopa Sudamericana.
Il 4 settembre 2022, Gabigol diventa il più giovane giocatore a raggiungere 100 gol nel Campeonato Brasileiro Série A.
Il 24 marzo 2024, l'Autorità brasiliana per il controllo antidoping ha votato per sospendere Gabriel per due anni per tentata frode antidoping, dopo che era stato accusato di aver ostacolato l'esecuzione di un test antidoping prima di una partita del Flamengo. Inoltre, lo stesso organo ha aggiunto che il divieto sarebbe decorso dall'8 aprile 2023, data in cui è avvenuta la violazione. Gabriel rilasciò una dichiarazione in cui negò le accuse affermando di "non aver mai tentato di ostacolare o frodare alcun test" e che avrebbe presentato ricorso presso il Tribunale Arbitrale dello Sport (CAS). Il Flamengo dichiarò di essere sorpreso dalla sentenza e che avrebbe sostenuto il giocatore nel suo ricorso "perché non c'è stato alcun tipo di frode". Il 30 aprile 2024, il CAS ha sospeso l'esecuzione della squalifica, autorizzando Gabriel a giocare, in attesa dell'udienza di appello e della conclusione dell'arbitrato.
Dopo 306 partite e 161 reti, al termine della stagione 2024 lascia la squadra rubro-negra.

#### Cruzeiro
Il 1º gennaio 2025 firma un accordo quadriennale, valido fino al 31 dicembre 2029, con il Cruzeiro.

### Nazionale

#### Nazionali giovanili e nazionale olimpica

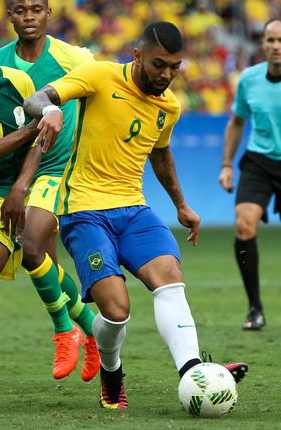
Gabriel in azione alle Olimpiadi di Rio 2016.

Nel novembre 2011 Gabriel è stato chiamato nel Brasile Under-15. Il 20 giugno 2013 è convocato con l'Under-17 in un torneo di Miami.
Il 22 luglio 2014 Gabriel fu chiamato nell'Under-20 per il torneo internazionale di Alcúdia. È stato capocannoniere del torneo, ma non giocò la finale vinta per 2-0 sul Levante a causa di una squalifica nella partita precedente contro l'Argentina. Gabriel è stato anche incluso nel 23 convocati di Alexandre Gallo per il campionato sudamericano di calcio Under-20 2015 tenutosi in Uruguay. Ha segnato il suo primo gol nella competizione il 20 gennaio 2015, nella vittoria per 2-0 contro il Venezuela under 20.
Viene convocato per le Olimpiadi di Rio 2016, dove aiuta i verdeoro a conquistare il loro primo oro olimpico della storia.

#### Nazionale maggiore
Nel maggio 2016 il commissario tecnico della nazionale brasiliana Dunga lo inserisce nella lista dei convocati per la Copa América Centenario negli USA, che celebra i cento anni della CONMEBOL e della competizione. Debutta in un'amichevole contro Panama il 29 dello stesso mese, andando subito in gol.
Dopo la Copa América, in cui va a segno nel 7-1 contro Haiti nella fase a gironi, non viene più convocato per tre anni. Fa ritorno in nazionale il 13 ottobre 2019, in un'amichevole contro la Nigeria.

## Statistiche

### Presenze e reti nei club
Statistiche aggiornate al 3 dicembre 2024.
| Stagione        | Squadra         | Campionato      | Campionato | Campionato | Coppe nazionali | Coppe nazionali | Coppe nazionali | Coppe continentali | Coppe continentali | Coppe continentali | Altre coppe | Altre coppe | Altre coppe | Totale | Totale |
| Stagione        | Squadra         | Comp            | Pres       | Reti       | Comp            | Pres            | Reti            | Comp               | Pres               | Reti               | Comp        | Pres        | Reti        | Pres   | Reti   |
| --------------- | --------------- | --------------- | ---------- | ---------- | --------------- | --------------- | --------------- | ------------------ | ------------------ | ------------------ | ----------- | ----------- | ----------- | ------ | ------ |
| 2013            | Santos          | A1/SP+A         | 0+11       | 0+1        | CB              | 2               | 1               | -                  | -                  | -                  | -           | -           | -           | 15     | 2      |
| 2014            | Santos          | A1/SP+A         | 18+31      | 7+8        | CB              | 7               | 6               | -                  | -                  | -                  | -           | -           | -           | 56     | 21     |
| 2015            | Santos          | A1/SP+A         | 12+30      | 3+10       | CB              | 14              | 8               | -                  | -                  | -                  | -           | -           | -           | 56     | 21     |
| 2016            | Santos          | A1/SP+A         | 17+11      | 7+5        | CB              | 1               | 0               | -                  | -                  | -                  | -           | -           | -           | 30     | 13     |
| 2016-2017       | Inter           | A               | 9          | 1          | CI              | 1               | 0               | UEL                | -                  | -                  | -           | -           | -           | 10     | 1      |
| 2017-gen. 2018  | Benfica         | PL              | 1          | 0          | TP+TL           | 1+1             | 1+0             | UCL                | 2                  | 0                  | SP          | -           | -           | 5      | 1      |
| 2018            | Santos          | A1/SP+A         | 8+35       | 4+18       | CB              | 3               | 4               | CL                 | 7                  | 1                  | -           | -           | -           | 53     | 27     |
| Totale Santos   | Totale Santos   | Totale Santos   | 55+118     | 21+42      |                 | 27              | 19              |                    | 7                  | 1                  |             | 0           | 0           | 207    | 83     |
| 2019            | Flamengo        | A/RJ+A          | 12+29      | 7+25       | CB              | 4               | 2               | CL                 | 12                 | 9                  | Cmc         | 2           | 0           | 59     | 43     |
| 2020            | Flamengo        | A/RJ+A          | 10+25      | 8+14       | CB              | 1               | 1               | CL                 | 5                  | 2                  | SB+RS       | 1+1         | 1+1         | 43     | 27     |
| 2021            | Flamengo        | A/RJ+A          | 8+18       | 8+12       | CB              | 5               | 2               | CL                 | 13                 | 11                 | SB          | 1           | 1           | 45     | 34     |
| 2022            | Flamengo        | A/RJ+A          | 12+29      | 9+11       | CB              | 9               | 2               | CL                 | 12                 | 6                  | SB          | 1           | 1           | 63     | 29     |
| 2023            | Flamengo        | A/RJ+A          | 11+26      | 5+5        | CB              | 9               | 4               | CL                 | 7                  | 2                  | SB+RS+Cmc   | 1+2+2       | 2+0+2       | 58     | 20     |
| 2024            | Flamengo        | A/RJ+A          | 8+19       | 2+4        | CB              | 7               | 2               | CL                 | 4                  | 0                  | -           | -           | -           | 38     | 8      |
| Totale Flamengo | Totale Flamengo | Totale Flamengo | 55+141     | 39+71      |                 | 35              | 13              |                    | 53                 | 30                 |             | 11          | 8           | 306    | 161    |
| Totale carriera | Totale carriera | Totale carriera | 379        | 172        |                 | 60              | 30              |                    | 58                 | 30                 |             | 11          | 8           | 528    | 246    |

### Cronologia presenze e reti in nazionale
| Cronologia completa delle presenze e delle reti in nazionale ― Brasile | Cronologia completa delle presenze e delle reti in nazionale ― Brasile | Cronologia completa delle presenze e delle reti in nazionale ― Brasile | Cronologia completa delle presenze e delle reti in nazionale ― Brasile | Cronologia completa delle presenze e delle reti in nazionale ― Brasile | Cronologia completa delle presenze e delle reti in nazionale ― Brasile | Cronologia completa delle presenze e delle reti in nazionale ― Brasile | Cronologia completa delle presenze e delle reti in nazionale ― Brasile |
| Data                                                                   | Città                                                                  | In casa                                                                | Risultato                                                              | Ospiti                                                                 | Competizione                                                           | Reti                                                                   | Note                                                                   |
| ---------------------------------------------------------------------- | ---------------------------------------------------------------------- | ---------------------------------------------------------------------- | ---------------------------------------------------------------------- | ---------------------------------------------------------------------- | ---------------------------------------------------------------------- | ---------------------------------------------------------------------- | ---------------------------------------------------------------------- |
| 29-5-2016                                                              | Denver                                                                 | Panama                                                                 | 0 – 2                                                                  | Brasile                                                                | Amichevole                                                             | 1                                                                      | 64’                                                                    |
| 4-6-2016                                                               | Pasadena                                                               | Brasile                                                                | 0 – 0                                                                  | Ecuador                                                                | Coppa America Centenario - 1º turno                                    | -                                                                      | 62’                                                                    |
| 8-6-2016                                                               | Orlando                                                                | Brasile                                                                | 7 – 1                                                                  | Haiti                                                                  | Coppa America Centenario - 1º turno                                    | 1                                                                      | 46’                                                                    |
| 12-6-2016                                                              | Foxborough                                                             | Brasile                                                                | 0 – 1                                                                  | Perù                                                                   | Coppa America Centenario - 1º turno                                    | -                                                                      | 72’                                                                    |
| 13-10-2019                                                             | Singapore                                                              | Brasile                                                                | 1 – 1                                                                  | Nigeria                                                                | Amichevole                                                             | -                                                                      | 62’                                                                    |
| 4-6-2021                                                               | Porto Alegre                                                           | Brasile                                                                | 2 – 0                                                                  | Ecuador                                                                | Qual. Mondiali 2022                                                    | -                                                                      |                                                                        |
| 8-6-2021                                                               | Asunción                                                               | Paraguay                                                               | 0 – 2                                                                  | Brasile                                                                | Qual. Mondiali 2022                                                    | -                                                                      | 82’                                                                    |
| 13-6-2021                                                              | Brasilia                                                               | Brasile                                                                | 3 – 0                                                                  | Venezuela                                                              | Coppa America 2021 - 1º turno                                          | 1                                                                      | 65’ 66’                                                                |
| 17-6-2021                                                              | Rio de Janeiro                                                         | Brasile                                                                | 4 – 0                                                                  | Perù                                                                   | Coppa America 2021 - 1º turno                                          | -                                                                      | 46’                                                                    |
| 23-6-2021                                                              | Rio de Janeiro                                                         | Brasile                                                                | 2 – 1                                                                  | Colombia                                                               | Coppa America 2021 - 1º turno                                          | -                                                                      | 77’                                                                    |
| 27-6-2021                                                              | Goiânia                                                                | Brasile                                                                | 1 – 1                                                                  | Ecuador                                                                | Coppa America 2021 - 1º turno                                          | -                                                                      |                                                                        |
| 10-7-2021                                                              | Rio de Janeiro                                                         | Argentina                                                              | 1 – 0                                                                  | Brasile                                                                | Coppa America 2021 - Finale                                            | -                                                                      | 76’                                                                    |
| 2-9-2021                                                               | Santiago del Cile                                                      | Cile                                                                   | 0 – 1                                                                  | Brasile                                                                | Qual. Mondiali 2022                                                    | -                                                                      | 78’                                                                    |
| 9-9-2021                                                               | Recife                                                                 | Brasile                                                                | 2 – 0                                                                  | Perù                                                                   | Qual. Mondiali 2022                                                    | -                                                                      | 66’                                                                    |
| 7-10-2021                                                              | Caracas                                                                | Venezuela                                                              | 1 – 3                                                                  | Brasile                                                                | Qual. Mondiali 2022                                                    | 1                                                                      |                                                                        |
| 10-10-2021                                                             | Barranquilla                                                           | Colombia                                                               | 0 – 0                                                                  | Brasile                                                                | Qual. Mondiali 2022                                                    | -                                                                      | 61’                                                                    |
| 14-10-2021                                                             | Manaus                                                                 | Brasile                                                                | 4 – 1                                                                  | Uruguay                                                                | Qual. Mondiali 2022                                                    | 1                                                                      | 61’                                                                    |
| 27-1-2022                                                              | Quito                                                                  | Ecuador                                                                | 1 – 1                                                                  | Brasile                                                                | Qual. Mondiali 2022                                                    | -                                                                      | 78’                                                                    |
| Totale                                                                 |                                                                        | Presenze                                                               | 18                                                                     |                                                                        | Reti                                                                   | 5                                                                      |                                                                        |

| Cronologia completa delle presenze e delle reti in nazionale ― Brasile olimpica | Cronologia completa delle presenze e delle reti in nazionale ― Brasile olimpica | Cronologia completa delle presenze e delle reti in nazionale ― Brasile olimpica | Cronologia completa delle presenze e delle reti in nazionale ― Brasile olimpica | Cronologia completa delle presenze e delle reti in nazionale ― Brasile olimpica | Cronologia completa delle presenze e delle reti in nazionale ― Brasile olimpica | Cronologia completa delle presenze e delle reti in nazionale ― Brasile olimpica | Cronologia completa delle presenze e delle reti in nazionale ― Brasile olimpica |
| Data                                                                            | Città                                                                           | In casa                                                                         | Risultato                                                                       | Ospiti                                                                          | Competizione                                                                    | Reti                                                                            | Note                                                                            |
| ------------------------------------------------------------------------------- | ------------------------------------------------------------------------------- | ------------------------------------------------------------------------------- | ------------------------------------------------------------------------------- | ------------------------------------------------------------------------------- | ------------------------------------------------------------------------------- | ------------------------------------------------------------------------------- | ------------------------------------------------------------------------------- |
| 30-7-2016                                                                       | Goiânia                                                                         | Brasile olimpica                                                                | 2 – 0                                                                           | Giappone olimpica                                                               | Amichevole                                                                      | 1                                                                               | 62’                                                                             |
| 4-8-2016                                                                        | Brasilia                                                                        | Brasile olimpica                                                                | 0 – 0                                                                           | Sudafrica olimpica                                                              | Olimpiadi 2016 - 1º turno                                                       | -                                                                               |                                                                                 |
| 7-8-2016                                                                        | Brasilia                                                                        | Brasile olimpica                                                                | 0 – 0                                                                           | Iraq olimpica                                                                   | Olimpiadi 2016 - 1º turno                                                       | -                                                                               |                                                                                 |
| 10-8-2016                                                                       | Salvador                                                                        | Danimarca olimpica                                                              | 0 – 4                                                                           | Brasile olimpica                                                                | Olimpiadi 2016 - 1º turno                                                       | 2                                                                               |                                                                                 |
| 13-8-2016                                                                       | San Paolo                                                                       | Brasile olimpica                                                                | 2 – 0                                                                           | Colombia olimpica                                                               | Olimpiadi 2016 - Quarti di finale                                               | -                                                                               | 67’                                                                             |
| 17-8-2016                                                                       | Rio de Janeiro                                                                  | Brasile olimpica                                                                | 6 – 0                                                                           | Honduras olimpica                                                               | Olimpiadi 2016 - Semifinale                                                     | -                                                                               |                                                                                 |
| 20-8-2016                                                                       | Rio de Janeiro                                                                  | Brasile olimpica                                                                | 1 – 1 dts (5 – 4 dcr)                                                           | Germania olimpica                                                               | Olimpiadi 2016 - Finale                                                         | -                                                                               | 44’ - 70’                                                                       |
| Totale                                                                          |                                                                                 | Presenze                                                                        | 7                                                                               |                                                                                 | Reti                                                                            | 3                                                                               |                                                                                 |

## Palmarès

### Club

#### Competizioni statali
- Campionato paulista: 2

Santos: 2015, 2016
- Campionato Carioca: 3

Flamengo: 2019, 2020, 2021

#### Competizioni nazionali
- Campionato brasiliano: 2

Flamengo: 2019, 2020
- Supercoppa del Brasile: 2

Flamengo: 2020, 2021
- Coppa del Brasile: 2

Flamengo: 2022, 2024

#### Competizioni internazionali
- Coppa Libertadores: 2

Flamengo: 2019, 2022
- Recopa Sudamericana: 1

Flamengo: 2020

### Nazionale
- Oro olimpico: 1

Rio de Janeiro 2016

### Individuale
- Bola de Ouro: 1

2019
- Bola de Prata: 1

2015
- Squadra dell'anno del campionato Paulista: 1

2016
- Capocannoniere del campionato brasiliano: 2

2018 (18 gol), 2019 (25 gol)
- Miglior attaccante del campionato brasiliano: 1

2018
- Capocannoniere della Coppa Libertadores: 2

2019 (9 gol), 2021 (11 gol)
- Calciatore sudamericano dell'anno: 1

2019